# Zamieranie jesionu wyniosłego

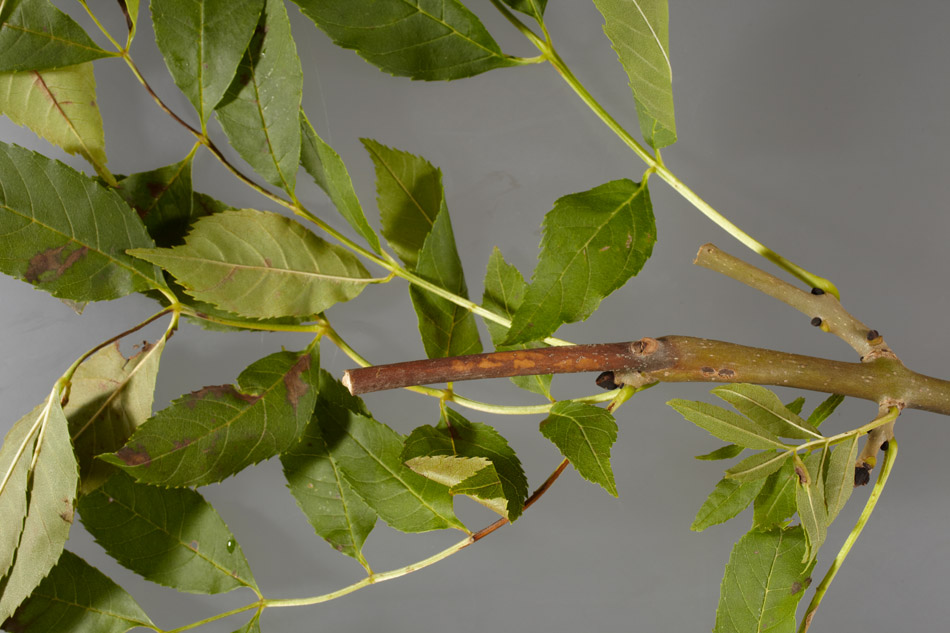
Objawy na liściach

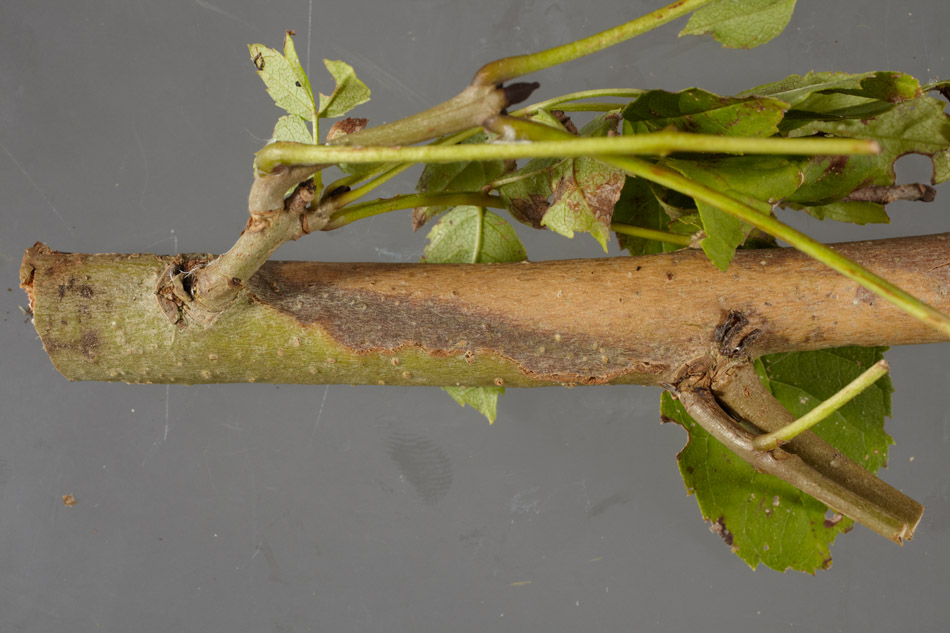
Porażenie pędu

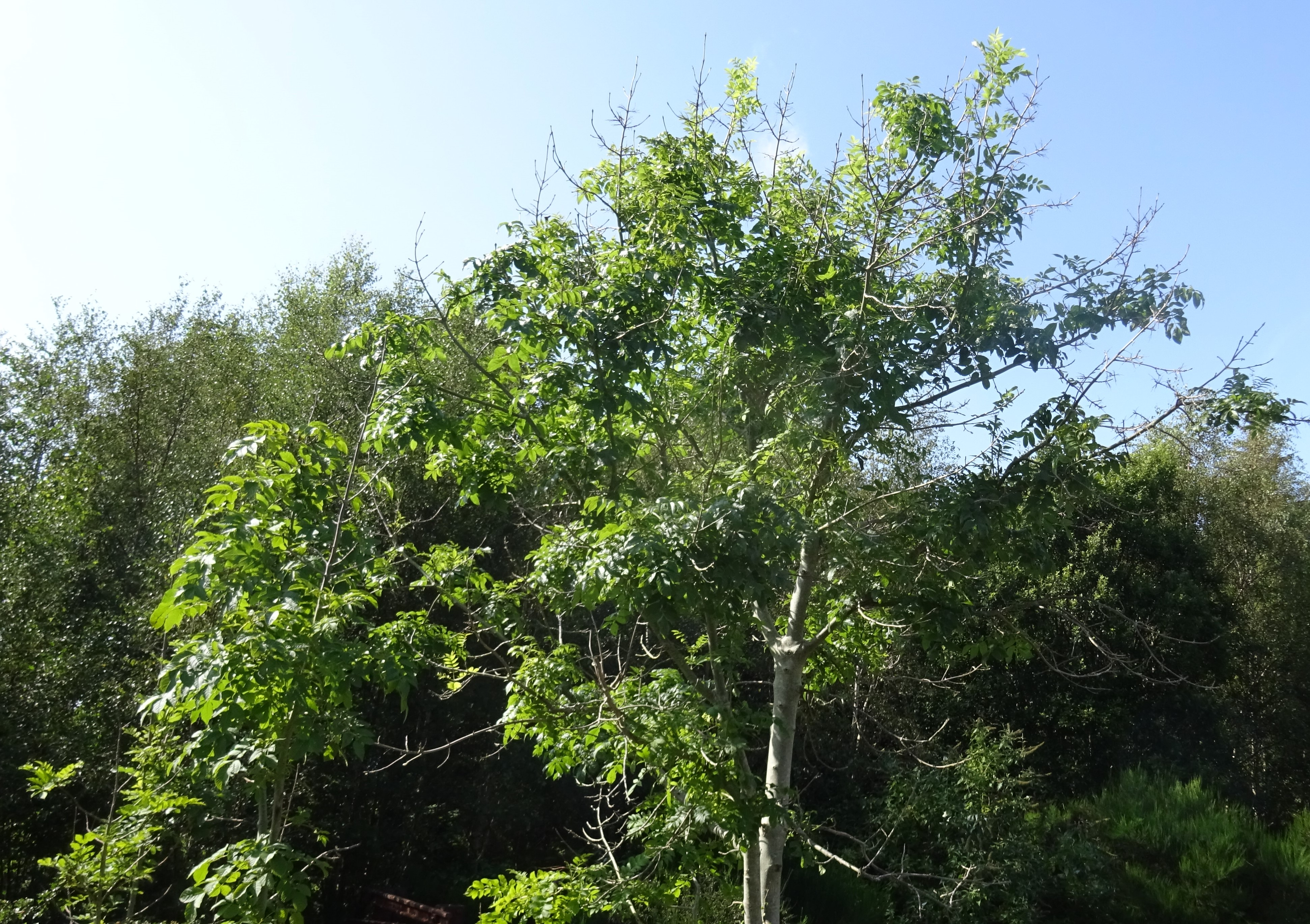
Zamieranie pędów

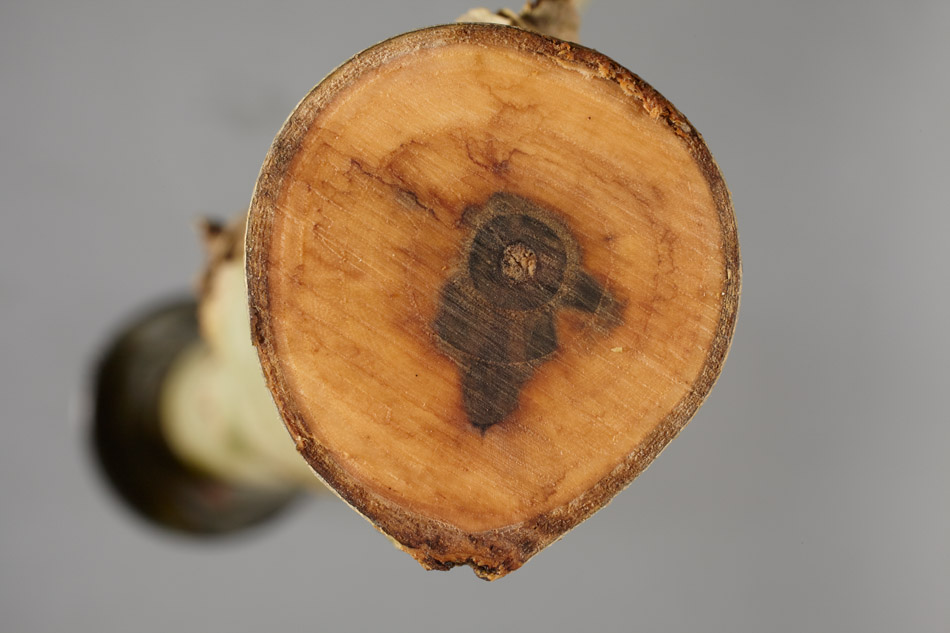
Przekrój porażonego pnia

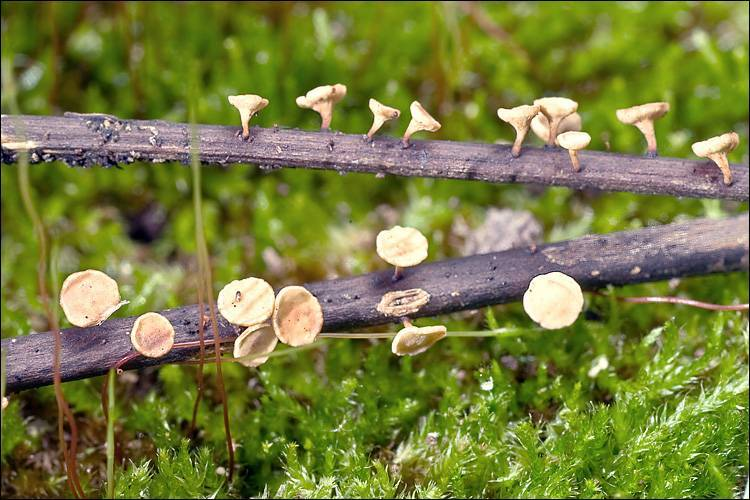
Owocniki Hymenoscyphus fraxineus na gałązkach porażonych pędów jesionu

Zamieranie jesionu wyniosłego (ang. ash dieback, dieback of ash) – choroba jesionu wyniosłego (Fraxinus excelsior) wywołana przez grzyb Hymenoscyphus fraxineus.

## Zasięg występowania
Choroba zamierania jesionów została po raz pierwszy zaobserwowana w Europie Północnej i Środkowej w latach 90. XX wieku i od tego czasu H. fraxineus rozprzestrzenił się na większą część Europy. Gatunek został znaleziony na jesionie mandżurskim (Fraxinus mandshurica Rupr.) w Japonii i Chinach, gdzie wydaje się być niepatogenny dla swojego rodzimego żywiciela. W połączeniu z brakiem odporności jesionu europejskiego sugeruje to azjatyckie pochodzenie H. fraxineus. W Europie choroba rozprzestrzeniła się na prawie wszystkie kraje. W Polsce występuje już na obszarze całego kraju. 

## Objawy i szkodliwość
Objaw zamierania jesionów obserwowano już dawno. Początkowo jednak sądzono, że przyczyną są czynniki środowiska, jesion wyniosły bowiem charakteryzuje się dużą wrażliwością na wszelkie zmiany wilgotności i temperatury. Jednak stale rozszerzający się obszar występowania i natężenie choroby zaczęły wskazywać na jej infekcyjny charakter. Opublikowane w 2007 r. badania Tadeusza Kowalskiego  wykazały, że istotnie jest to choroba infekcyjna, a wywołującym ją patogenem jest  Hymenoscyphus fraxineus. W Polsce choroba stała się tak poważnym problemem, że nadleśnictwa rezygnują już z uprawy jesionu wyniosłego. Choroba zagraża drzewostanom w rezerwatach, w których jesion jest ważnym gatunkiem lasotwórczym.  
Bezpośrednią przyczyną zamierania drzew jest ograniczenie przepływu wody i składników odżywczych przez grzybnię patogenu. Na 3-5 lat przed wystąpieniem pierwszych objawów zamierania jesionów zaobserwowano znaczne zmniejszenie przyrostu grubości drzew. Następuje zmniejszenie powierzchni fotosyntetycznej drzewa (defoliacja). Inne objawy chorobowe to: zamieranie wierzchołków, zamieranie całych gałęzi, zamieranie szczytów gałęzi, obecność na pniu nekroz zabliźnionych i nekroz niezabliźnionych, a także przebarwienie liści i ich atrofia. W rezerwacie przyrody Jesionowe Góry w sezonie wegetacyjnym 2016 i 2017 r. naukowcy z Szkoły Głównej Gospodarstwa Wiejskiego w Warszawie przeprowadzili badania jesionów porażonych tą chorobą. Zaobserwowali, że w 2006 r. najwięcej było drzew ze średnim ubytkiem liści (defoliacja 26–60%), ale już w następnym roku najwięcej było drzew z dużym ubytkiem liści (powyżej 60%). Wśród 133 badanych jesionów tylko jeden poprawił swoją kondycję. Zmniejszała się liczba liści u porażonych drzew, u części liści następowało zmniejszenie ich powierzchni, na liściach porażonych drzew występowały przebarwienia i uszkodzenia. Porażone drzewa są ponadto silniej atakowane przez owady-szkodniki. U 99% porażonych drzew następowało zamieranie pędów. Badania Cieśli i in. z 2008 r. pokazują, że silniej porażone drzewa nie mają już szans przetrwania.
Wyniki badań przeprowadzonych przez naukowców SGGW w Warszawie wskazują, że Hymenoscyphus fraxineus nie jest jedynym sprawcą zamierania jesionów. Na wielu porażonych drzewach nie zaobserwowano ani jego owocników ani grzybni. Wydaje się, że pierwotną  przyczyną zamierania pędów jesionów jest prawdopodobnie ogólne osłabienie kondycji drzew przez niekorzystne warunki środowiska. Tak osłabione drzewa są częściej atakowane przez szkodniki liściożerne i szkodniki wtórne, takie jak jesionowiec i jeśniak. Należy prowadzić monitoring ich pojawiania się, badania dynamiki populacji i możliwości redukowania liczebności tych szkodników z rodziny kornikowatych.

## Ochrona
Ze względu na wielkość i liczbę drzew nie jest możliwe ich uratowanie metodą oprysków chemicznych. Działania o ograniczonej skuteczności można podejmować jedynie w niektórych przypadkach. W parkach pomaga grabienie i niszczenie liści, na których zimuje patogen. Pozwala to na zmniejszenie natężenia choroby, nie eliminuje jej jednak. Najwięcej nadziei wiąże się z modyfikacją genetyczną drzew. W niektórych krajach prowadzone są badania nad wyhodowaniem szczepów jesionów odpornych na tę chorobę. Szuka się też gatunków grzybów ograniczających rozwój  Hymenoscyphus fraxineus.